# أناستازيا موركوفكينا
أناستازيا موركوفكينا (بالإستونية: Anastassia Morkovkina) (و. 1981  م) هي لاعبة كرة قدم إستونية، ولدت في الاتحاد السوفيتي، مركز لعبها هو مُهَاجِمَة.

## روابط خارجية
- أناستازيا موركوفكينا على موقع الاتحاد الدولي (مؤرشف)  (الإنجليزية)
- أناستازيا موركوفكينا على موقع اتحاد إستونيا (الإنجليزية)
- أناستازيا موركوفكينا على موقع قاعدة بيانات كرة القدم.إي يو (الإنجليزية)
- أناستازيا موركوفكينا على موقع Soccerway.com (الإنجليزية)